# Bordj Zemoura
Bordj Zemoura (în arabă برج زمورة) este o comună din provincia Bordj Bou Arreridj, Algeria.
Populația comunei este de 10.296 de locuitori (2008).